# 石井大生
石井 大生（いしい たいせい、2003年12月29日 - ）は、神奈川県出身のサッカー選手。JFL・FCティアモ枚方所属。ポジションはDF。

## 来歴
湘南ベルマーレのアカデミー出身。U-18チームに所属していた2020年・2021年は2種登録選手としてトップチームに登録されている。
高校3年生の時に、トップチームと学業との両立のためサッカーに専念できる第一学院高等学校に転入。
2022年よりトップチームに正式昇格。
大学は早稲田大学 健康福祉科学科(eスクール)に進学。
2023年、ヴィアティン三重に期限付き移籍。11月23日、期限付き移籍期間終了を発表。
2024年、FCティアモ枚方に期限付き移籍。
2025年よりFCティアモ枚方に完全移籍。

## 所属クラブ
- 大道SC（藤沢市立大道小学校）
- 湘南ベルマーレU-15（藤沢市立村岡中学校）
- 湘南ベルマーレU-18（神奈川県立鶴嶺高等学校）
  - 2020年 - 2021年  湘南ベルマーレ（2種登録選手）
- 2022年 - 2024年  湘南ベルマーレ
  - 2023年  ヴィアティン三重（期限付き移籍）
  - 2024年  FCティアモ枚方（期限付き移籍）
- 2025年 -  FCティアモ枚方

## 個人成績
| 国内大会個人成績 | 国内大会個人成績 | 国内大会個人成績 | 国内大会個人成績 | 国内大会個人成績 | 国内大会個人成績 | 国内大会個人成績 | 国内大会個人成績 | 国内大会個人成績 | 国内大会個人成績 | 国内大会個人成績 | 国内大会個人成績 |
| 年度             | クラブ           | 背番号           | リーグ           | リーグ戦         | リーグ戦         | リーグ杯         | リーグ杯         | オープン杯       | オープン杯       | 期間通算         | 期間通算         |
| 年度             | クラブ           | 背番号           | リーグ           | 出場             | 得点             | 出場             | 得点             | 出場             | 得点             | 出場             | 得点             |
| 日本             | 日本             | 日本             | 日本             | リーグ戦         | リーグ戦         | リーグ杯         | リーグ杯         | 天皇杯           | 天皇杯           | 期間通算         | 期間通算         |
| ---------------- | ---------------- | ---------------- | ---------------- | ---------------- | ---------------- | ---------------- | ---------------- | ---------------- | ---------------- | ---------------- | ---------------- |
| 2022             | 湘南             | 33               | J1               | 0                | 0                | 0                | 0                | 1                | 0                | 1                | 0                |
| 2023             | 三重             | 33               | JFL              | 4                | 2                | -                | -                | 0                | 0                | 4                | 2                |
| 2024             | 枚方             | 36               | JFL              | 29               | 1                | -                | -                | -                | -                | 29               | 1                |
| 2025             | 枚方             | 36               | JFL              |                  |                  | -                | -                |                  |                  |                  |                  |
| 通算             | 日本             | 日本             | J1               | 0                | 0                | 0                | 0                | 1                | 0                | 1                | 0                |
| 通算             | 日本             | 日本             | JFL              | 33               | 3                | -                | -                | 0                | 0                | 33               | 3                |
| 総通算           | 総通算           | 総通算           | 総通算           | 33               | 3                | 0                | 0                | 1                | 0                | 34               | 3                |

## 代表歴
- 2022年 U-19日本代表